# Michiel van Bolhuis (1644-1704)
Michiel van Bolhuis (Groningen, 3 oktober 1644 – aldaar, 12 mei 1704) was een Groningse redger.

## Leven en werk
Van Bolhuis was een zoon van de landdagcomparant voor Oldenzijl Abel Eppens van Bolhuis (circa 1617-1659) en Jantien Michiels (1603-circa 1658). Hij was redger te Warffum. In 1679 werd hij benoemd tot secretaris van het Winsumer- en Schaphalsterzijlvest. Bij dit zijlvest was hij tevens advocaat-fiscaal. Van Bolhuis verwierf bezittingen in en rond Warffum. Hij was kerkvoogd van de kerk van Warffum. In 1695 kocht hij samen met Louis Trip (1654-1698) het eiland Rottumeroog van Amelia Clant van Nijenstein (1633-1695), de weduwe van jonker Rudolph Sickinghe (1643-1688). In 1706 werd het eiland door zijn zoon Abel Eppo van Bolhuis verkocht aan de edelman Donough MacCarthy (1668-1734), graaf van Clancarty.
Van Bolhuis was gehuwd met Sibrigien Lamberts (1655-1678). Uit hun huwelijk werden twee kinderen geboren. 